# كلية علاوية
كلية علاوية أو كلوة علاوية (بالإنجليزية: Supernumerary kidney)‏ هي كلية إضافية إلي جانت العدد الموجود عادة في الكائن الحي، وتنشأ غالبا من انقسام المأرمة الكلوية أثناء التطور الجنيني، أو قد تنشأ من بلاستيمة منفصلة (البلاستيمة المكونة للكلية التالية)، ثم يدخل فيها سيقان الحالب المصاغ جزئيا أو كليا ليكون كلية منفصلة ذات كبسول. ينفصل العضو المصاغ بشكل غير كامل في بعض الأحيان وينتج عن ذلك كلية زائدة مندمجة. يعرف حوالي أقل من مائة شخص بأن لديهم كلية أو كليتان زائدتان.